# Petre Neicu
Petre Neicu (n. 10 iunie 1865 - d. ?) a fost unul dintre ofițerii Armatei României, care a exercitat comanda unor unități militare, pe timp de război, în perioada Primului Război Mondial și operațiilor militare postbelice. 
A îndeplinit funcția de comandant al Regimentului 66 Infanterie în campaniile din anii 1916-1918.:p. 234

## Cariera militară
În perioada Primului Război Mondial a îndeplinit funcția de comandant al Regimentului 5 Artilerie, regiment format prin mobilizarea unităților și subunităților de infanterie din cercul de recrutare Balș și luptând pe întreaga perioadă a războiului.
În cadrul acțiunilor militare postbelice, a comandat Brigada 1 Infanterie  din cadrul Diviziei 1 Infanterie, în timpul operației ofensive la vest de Tisa.:p. 326

## Decorații
- Ordinul „Coroana României”, în grad de sublocotenent (1900) [1]:p. 441